# Conteneurisation
Pour l’article homonyme, voir Conteneur (informatique).

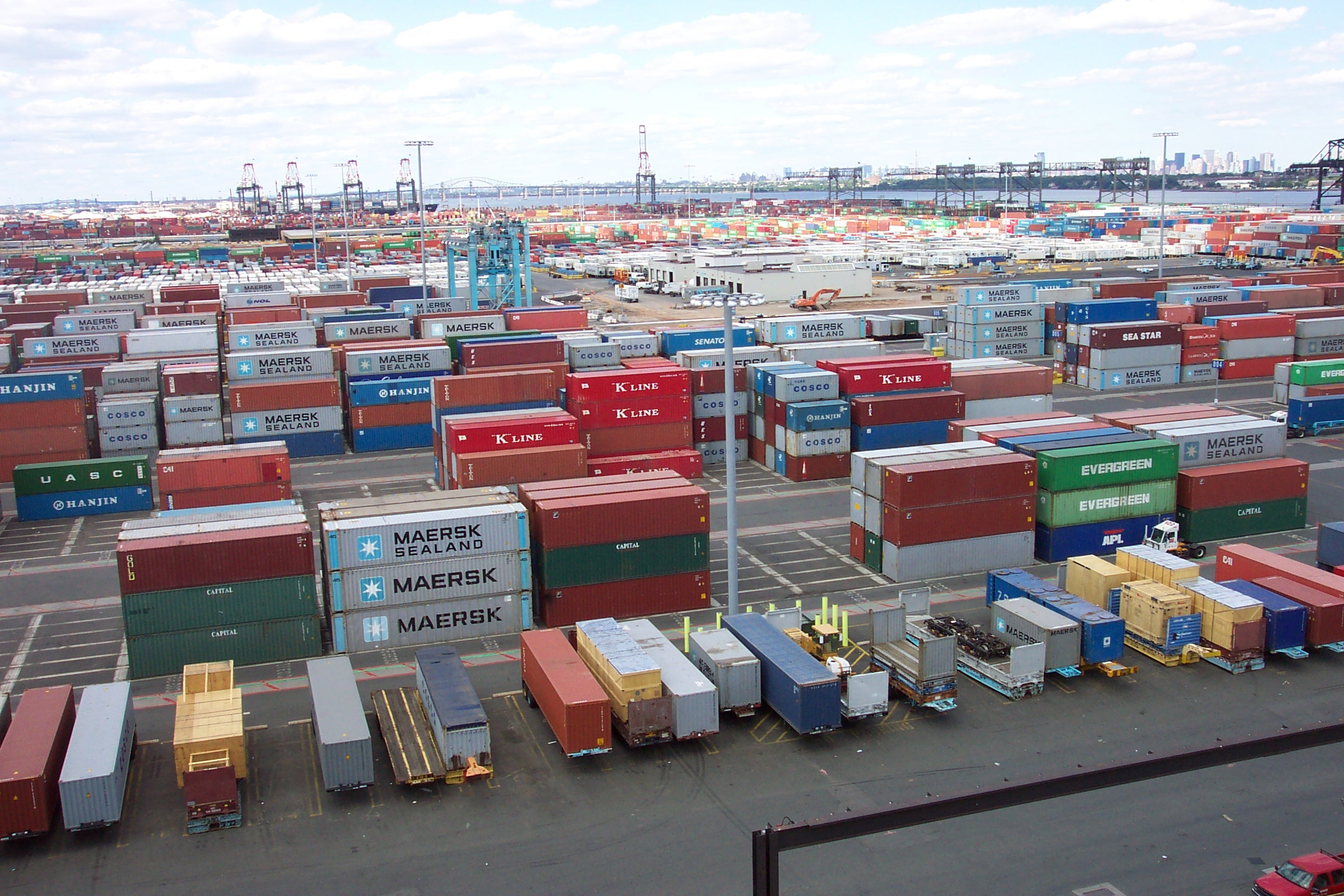
Conteneurs en attente à Port Elizabeth, dans le New Jersey

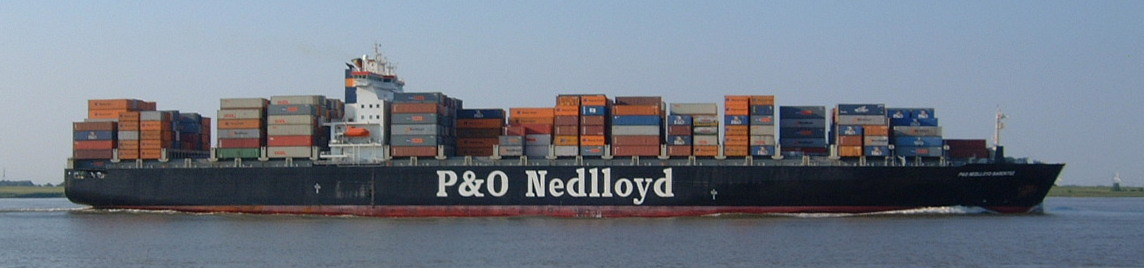
Porte-conteneurs

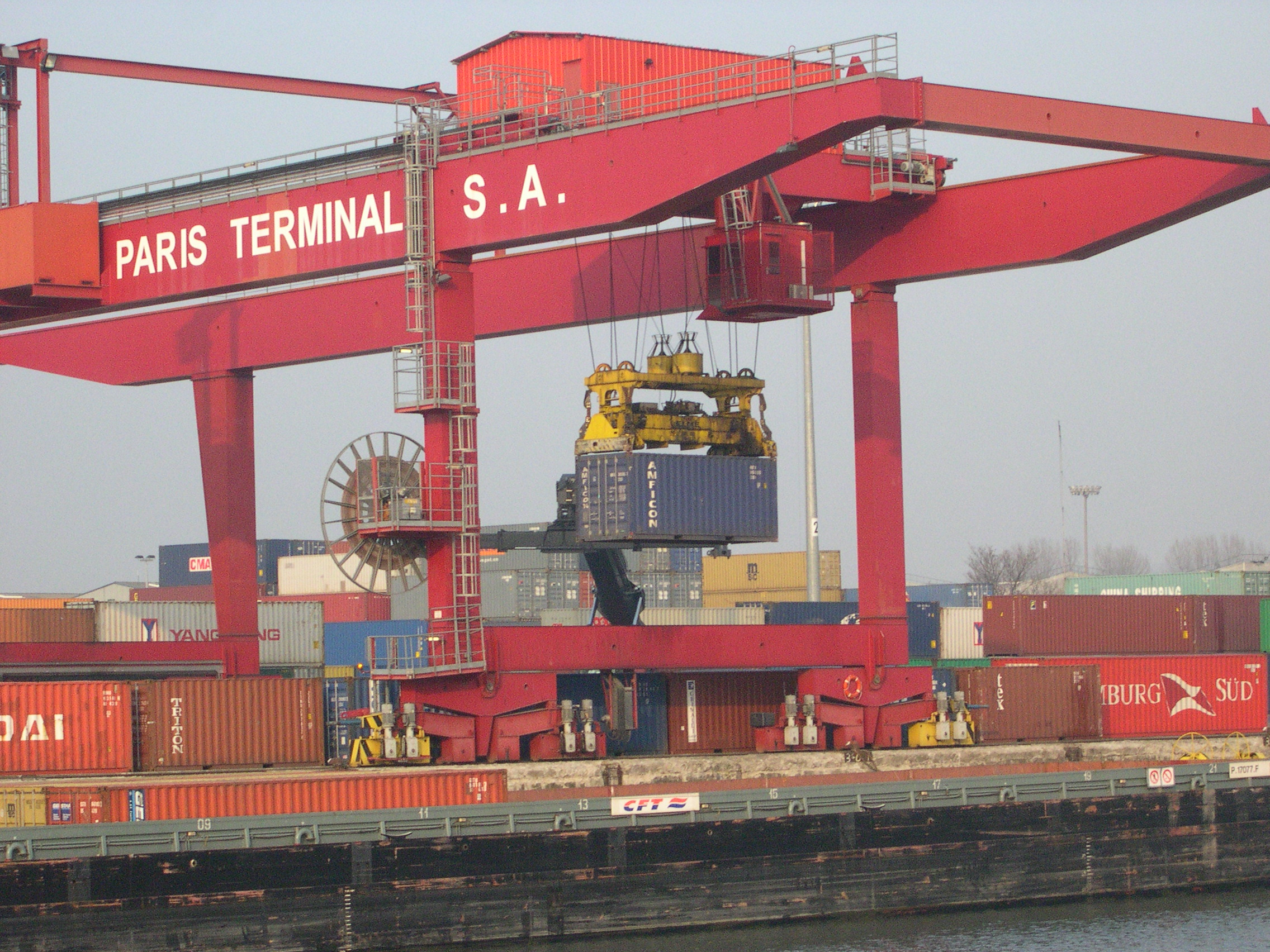
Grue à conteneurs au port de Gennevilliers

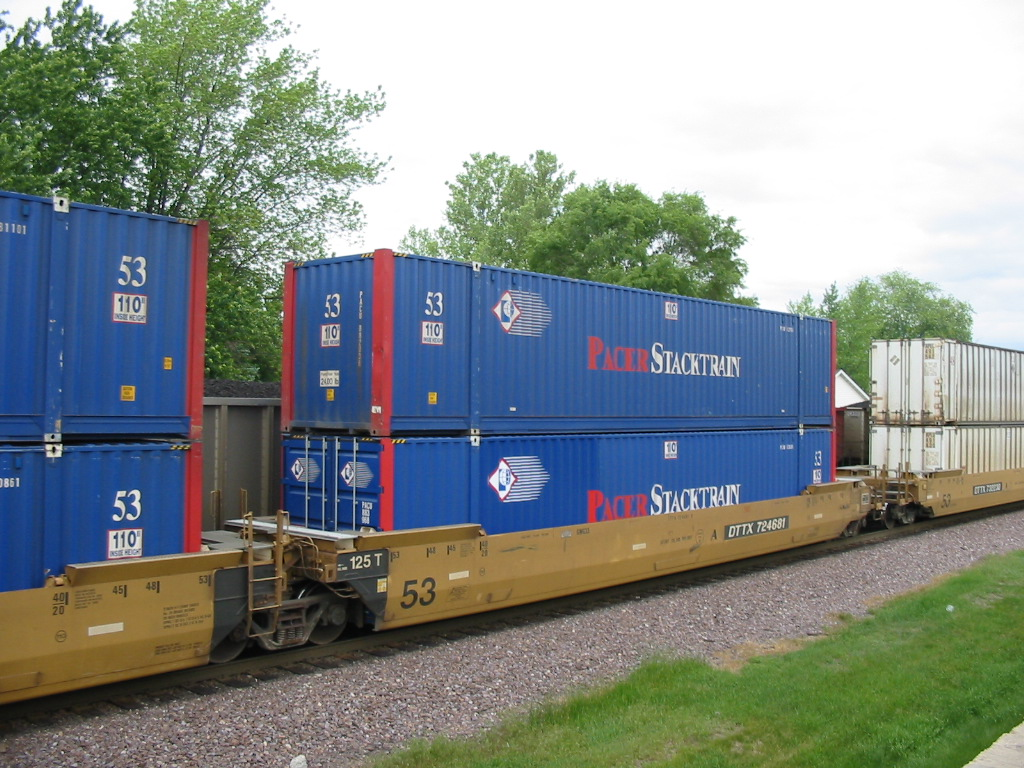
Transport ferroviaires de conteneurs aux États-Unis

La conteneurisation est un système de transport de fret intermodal utilisant des conteneurs (aussi appelé conteneurs ISO). Ceux-ci sont basés sur des dimensions standardisées. Ils peuvent être chargés et déchargés, empilés et transportés sur de longues distances, transféré d'un mode de transport à un autre (train, camion) sans avoir à être ouvert. Le système de chargement est mécanisé afin que toute manipulation soit faite par des grues et des chariots élévateurs. Tous les conteneurs sont numérotés et suivi grâce à des systèmes numériques.
La conteneurisation est apparue il y a plusieurs siècles mais n'a été développée et appliquée seulement après la fin de la seconde guerre mondiale. Ce système a permis de réduire drastiquement les coûts de transports, de supporter le boum économique d'après guerre et a été un des éléments majeurs de la mondialisation.
La conteneurisation a déchargé des milliers de dockers de la manutention du chargement, du déchargement et du stockage des marchandises en vrac. Elle a aussi permis la réduction des congestions dans les ports en accélérant le transbordage et en réduisant les coûts liés aux vols et dommages.

## Conteneurs
Le conteneur est apparu dans les années 1950 aux États-Unis. S'il en existe de plusieurs tailles, une normalisation internationale est intervenue avec le développement des conteneurs de vingt pieds – on parle alors d'équivalent vingt pieds ou EVP ; en anglais : twenty-foot equivalent unit ou TEU, ce qui est devenu une nouvelle unité de mesure – et des conteneurs de 40 pieds. Ce mode de transport a entrainé une baisse des coûts en diminuant la manutention, la casse des produits et le vol. La chaine logistique en a été simplifiée, le produit ne quittant pas le conteneur entre l'industriel et le client final. C'est le conteneur qui va être manipulé, de manière souvent très automatisée et ce grâce à la standardisation de la taille et des accroches des boites. Ces conteneurs sont principalement destinés aux transports des produits manufacturés mais peuvent aussi transporter d'autres produits : fruits et légumes, produits alimentaires finis, liquides ou voitures en utilisant alors des conteneurs spécialisés – citernes, réfrigérées ou autres – mais toujours aux dimensions standards.

## Porte-conteneurs

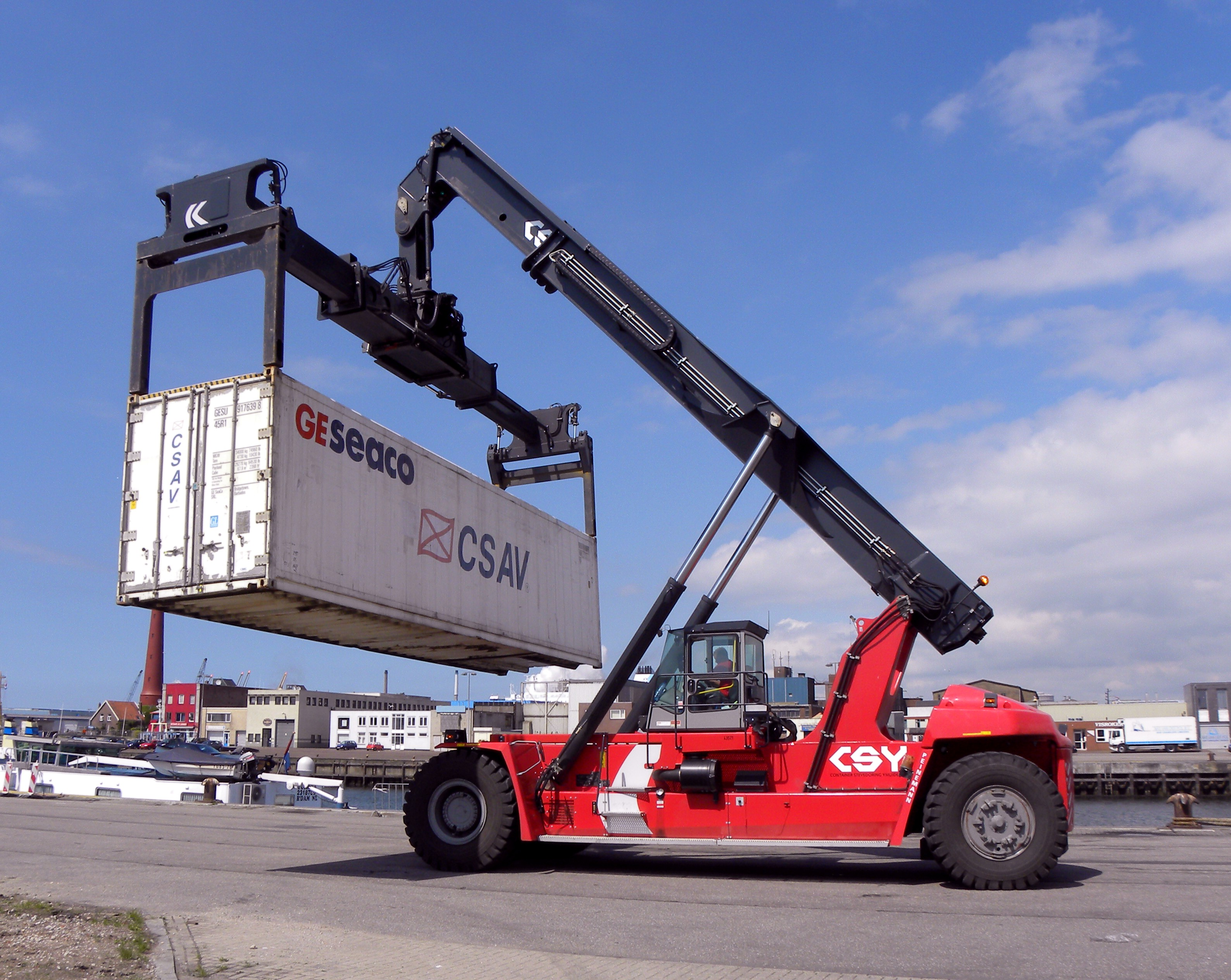
Chariot porte-conteneurs pour la manipulation des conteneurs.

La conteneurisation participe à l'augmentation du trafic maritime mondial puisqu'elle rend plus facile le transport des marchandises de tous types en permettant des transports de petite quantité à moindre coût. Cette conteneurisation a entrainé la construction de bateaux spécifiques, les porte-conteneurs. La quasi-totalité du transport maritime des biens manufacturés l'est désormais par ce type de navires mais qui peuvent aussi transporter d'autres produits en moindre quantité avec des conteneurs de fruits et des légumes, de produits alimentaires, de liquides (hors carburant) voire de voiture grâce aux conteneurs spécialisés. Cette polyvalence est l'un des principaux avantages de ces navires. Ils peuvent charger, transporter ensemble et décharger facilement différents types de produits. Les années 1990 et 2000 ont vu un accroissement de la taille de ces navires avec l'arrivée de bateaux d'une capacité de plus de 11 000 EVP. En 2005, plus de 116 millions de conteneurs ont ainsi voyagé sur les mers du globe.

## Terminaux portuaires
C'est en fait une chaine logistique du conteneur qui s'est mise en place à travers le monde. Les grands ports se sont adaptés à ce nouveau mode de transport en créant des terminaux dédiés au chargement et déchargement des porte-conteneurs, au stockage et au transfert des conteneurs vers des trains ou des camions. Le conteneur est devenu un mode de transport multimodal concernant aussi les transports routier et ferroviaire même si pour ces deux derniers modes de transport, il est en concurrence avec la caisse mobile encore dominante en Europe dans le transport continental.

### Ports d'éclatement
Certains ports internationaux sont devenus ce que l'on appelle des ports d'éclatement ou ports pivots, c'est-à-dire des zones de concentration et d'éclatement des conteneurs à l'échelle d'un pays voire d'un continent. On y charge et décharge des porte-conteneurs géants qui assurent des lignes régulières entre quelques grands ports sur différents continents, principalement l'Asie du Sud-Est, l'Europe et l'Amérique du Nord. Les conteneurs sont apportés ou enlevés de ces hubs de ou vers d'autres ports par des porte-conteneurs plus petits qui assurent le cabotage, par des péniches, par des trains ou par des camions. Les ports de Singapour, Hong-Kong, Rotterdam, Anvers ou Los Angeles sont ainsi devenus les principaux centres mondiaux de transit des conteneurs, en traitant plusieurs millions par an.

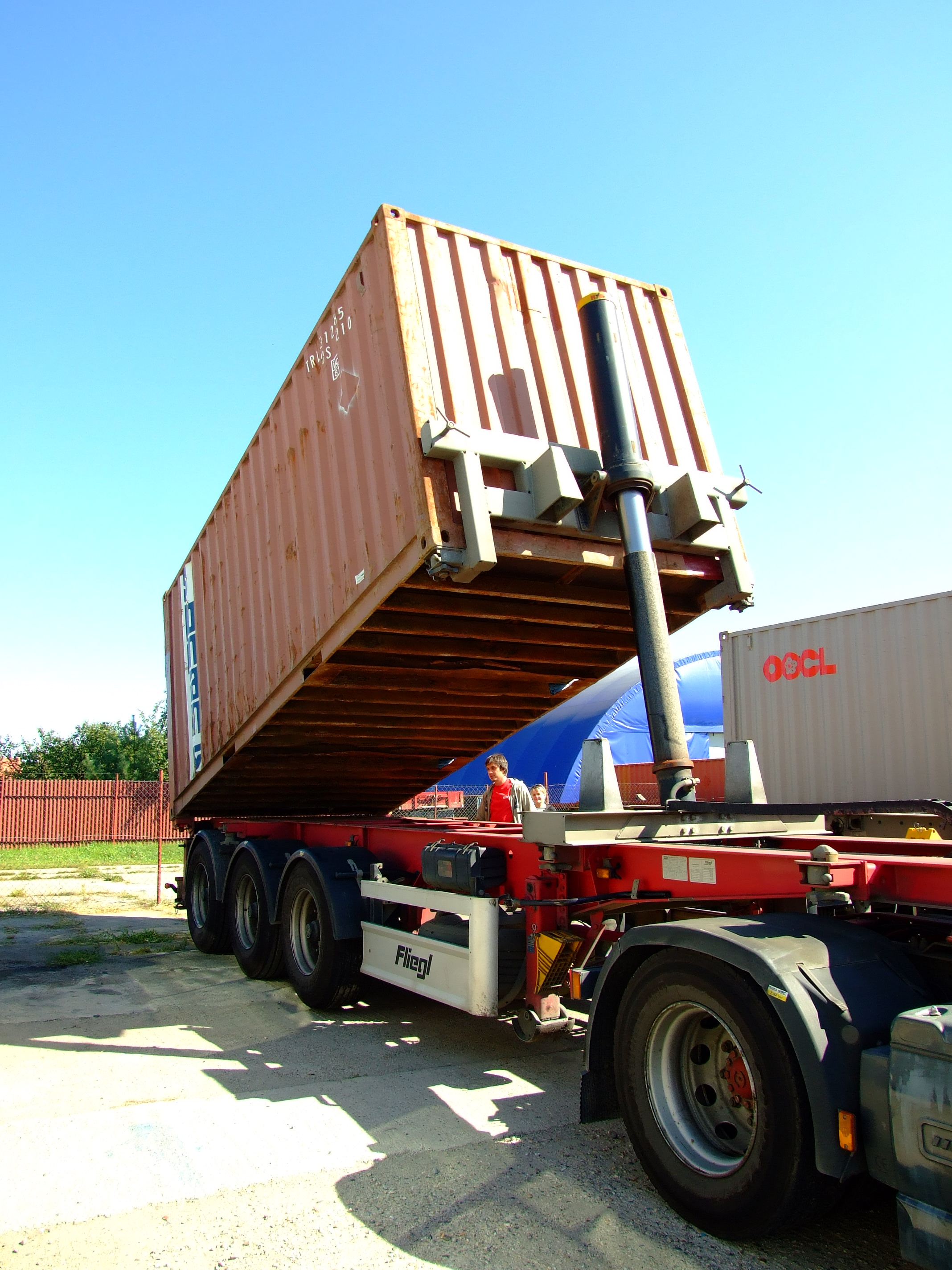
Basculement de conteneur sur semi-remorque.
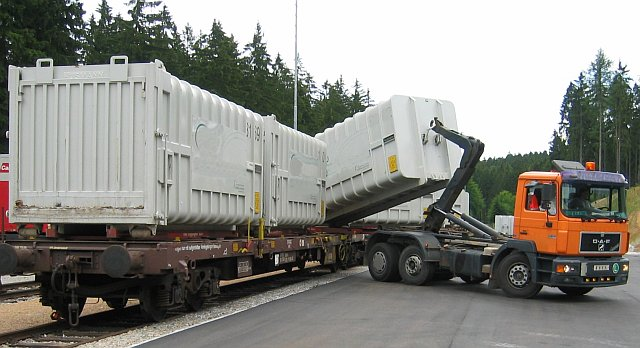
Prise en charge de conteneurs ACTS.
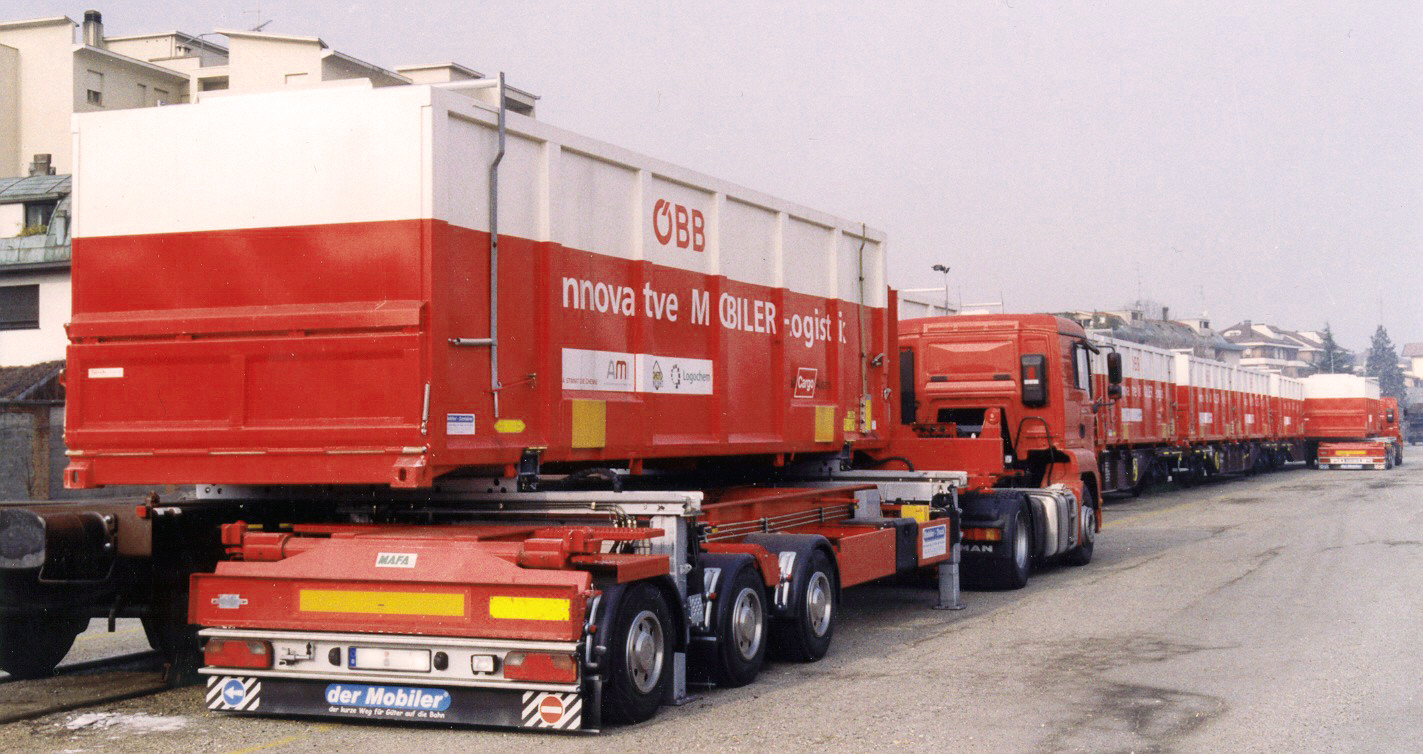
Déchargement latéral Sidelifter.